# 4 décembre 1976
Le samedi 4 décembre 1976 est le 339e jour de l'année 1976.

## Naissances
- Škabo, Rappeur serbe
- Adlène Hicheur, physicien français
- Betty Lennox, joueur de basket-ball américain
- Dave Thomas, joueur de basket-ball canadien
- Henda Ayari, militante française
- Jean-Damascène Habarurema, athlète français
- Joshua Waitzkin, joueur d'échecs américain
- Kimiko Douglass-Ishizaka, pianiste et haltérophile germano-japonaise
- Kristina Groves, patineuse de vitesse canadienne
- Luís Loureiro, footballeur portugais
- Mbo Mpenza, footballeur belge
- Milind Murli Deora, personnalité politique indienne
- Phil Murphy, joueur de rugby irlandais

## Décès
- Armand Duforest (né le 4 janvier 1890), personnalité politique française
- Benjamin Britten (né le 22 novembre 1913), compositeur, chef d'orchestre, altiste et pianiste britannique
- Clara Horton (née le 29 juillet 1904), actrice américaine
- Pátroklos Karantinós (né le 1 janvier 1903), architecte grec
- Paul Gouin (né le 20 mai 1898), personnalité politique canadienne
- Tommy Bolin (né le 1 août 1951), guitariste américain

## Événements
- Fin de la série télévisée Land of the Lost